# Stele von Pancarlı

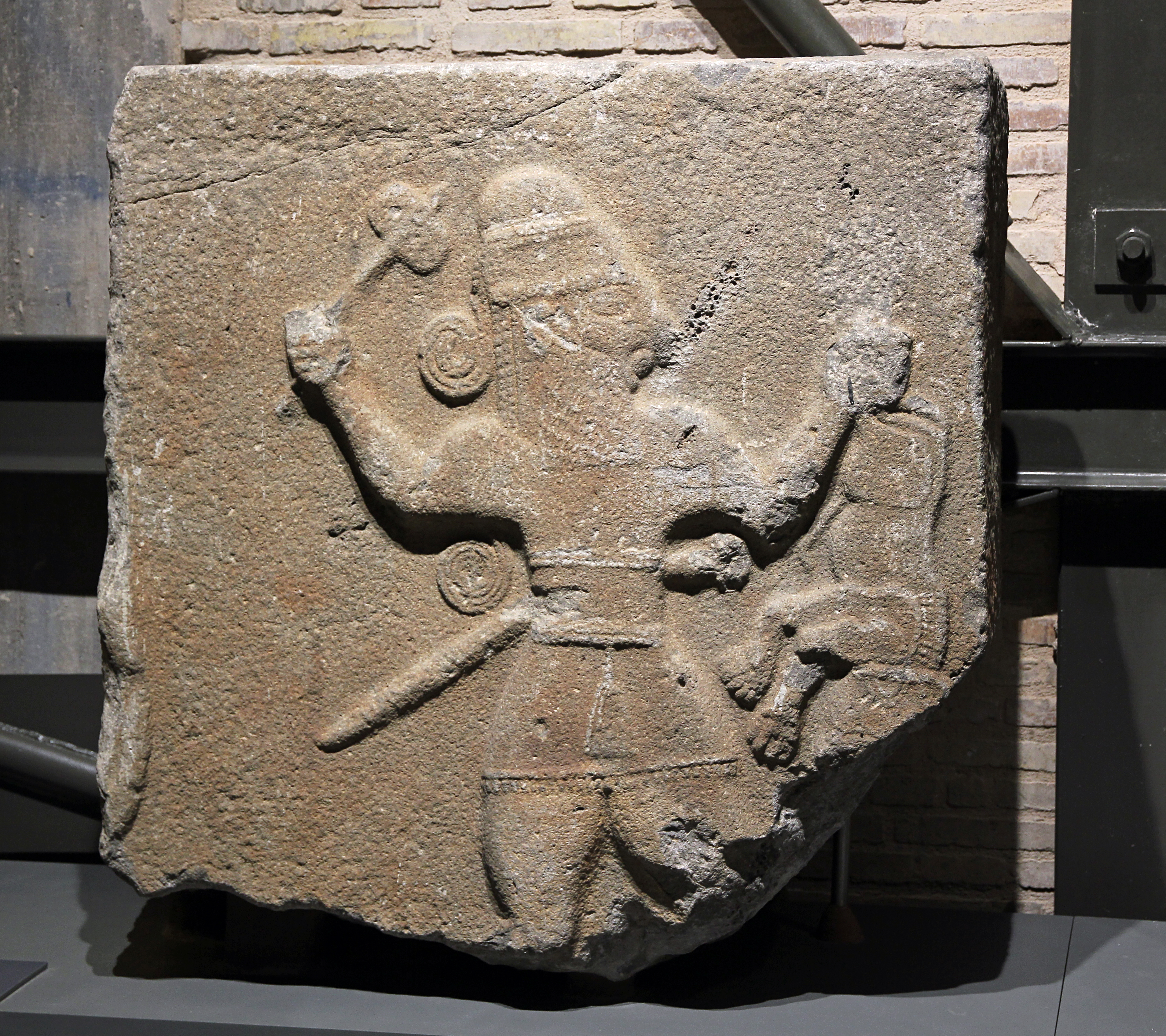
Stele von Pancarlî

Die Stele von Pancarlı, gelegentlich als Pancarlı 1 bezeichnet,  ist ein späthethitisches Monument aus der Umgebung von Samʼal. Sie ist im Archäologischen Museum Adana ausgestellt und hat die Inventarnummer 911.

## Fund
1930 berichtete der deutsche Vorderasiatische Archäologe Hans Henning von der Osten von verschiedenen Fragmenten, die er bei einer Feldbegehung auf dem Hügel Pancarlı Höyük fand. Der Hügel liegt weniger als einen Kilometer südlich von Zincirli, wo um 1900 die Überreste des späthethitisch-aramäischen Stadtstaates Sam'al ausgegraben worden waren. Eines der Bruchstücke war die besprochene Stele, die heute im Museum in Adana aufbewahrt wird, der Verbleib der anderen Fundstücke ist unklar. 2006 wurde an gleicher Stelle als Teil einer Feldbegrenzung ein hieroglyphen-luwisches Inschriftenfragment gefunden. Über die frühere Verwendung der Stücke sind keine Aussagen möglich, eine Grabung hat am Pancarlı Höyük bislang nicht stattgefunden. Möglicherweise sind einige oder alle Fragmente in späterer Zeit von Zincirli hierher verschleppt worden.

## Beschreibung
Die Stele ist aus Basalt gefertigt und hat erhaltene Maße von 1,08 Metern in der Höhe und 1,03 Metern in der Breite. Die Seiten und der obere Abschluss sind rechtwinklig begradigt, der Hintergrund sorgfältig geglättet. Ein unterer Teil ist abgebrochen. Dargestellt ist ein bärtiger Held mit einem konischen Helm. Er ist mit einem kurzen Rock bekleidet, der von einem breiten Gürtel mit herabhängender Quaste gehalten wird. Sein Haar hängt in zwei Zöpfen auf dem Rücken herab, von denen einer über und einer unter dem erhobenen rechten Arm aufgerollt ist. An der Hüfte trägt er ein Schwert. Die rechte, nach hinten hochgehaltene Hand hält eine Waffe, möglicherweise eine Art Keule oder eine Streitaxt. Die Linke hält vor dem Körper ein erbeutetes Tier am Schwanz hoch, vermutlich einen Löwen. Die Figur ist in relativ flachem Relief ausgearbeitet, Einzelheiten wie Gesichtszüge und der rechteckige Bart sind durch eingeritzte Linien angedeutet. Helm, Stirn und Nase bilden eine Linie, die Hüften sind breit und die Schultern hoch dargestellt. Der deutsche Vorderasiatische Archäologe Winfried Orthmann, der das Werk 1971 in seinen Untersuchungen zur späthethitischen Kunst beschrieb, ordnet es nach diesen Gesichtspunkten in die Gruppe Zincirli 1 ein und datiert es damit in die Periode Späthethitisch I/II ein, also etwa ins 10. Jahrhundert v. Chr.